# Trận Pelagonia
Trận Pelagonia đã diễn ra vào tháng 9 năm 1259, giữa Đế chế Nicaea và liên quân của Lãnh địa Bá vương Epirus, Sicilia và Công quốc Achaea. Đây là một sự kiện quyết định trong lịch sử Trung Cận Đông, khẳng định thắng lợi cuộc tái chiếm Constantinopolis của quân Nicaea và sự kết thúc của đế chế Latinh năm 1261, đồng thời đánh dấu sự phục hồi của Đông La Mã-Hy Lạp.
Vị trí chính xác của trận giao tranh vẫn còn chưa được xác định rõ ràng. Trận chiến đã được gọi là trận Kastoria  vì theo 3 nguồn Đông La Mã(Pachymeres, George Akropolites, Gregoras) nói rằng các trại quân Epirusc đã tấn công  từ một vị trí được gọi là Rừng Boril (Βορίλλα λόγγος)  Tuy nhiên, kể từ khi trận chiến bao gồm cả một cuộc bao vây Prilep, nên được gọi thường xuyên được gọi là trận chiến Pelagonia.
Hoàng đế Theodore II Laskaris qua đời năm 1258 và được thừa kế bởi John IV Laskaris còn nhỏ, được nhiếp chính bởi Michael Palaiologos VIII, người sau này đã khôi phục lại đế chế Đông La Mã và giành lại tất cả các lãnh thổ trước khi có cuộc Thập tự chinh thứ tư. Năm 1259, William II Villehardouin kết hôn với Anna Komnena Doukaina (còn được gọi là Agnes), con gái của Michael II Epirus, củng cố sự liên minh giữa Lãnh địa Bá vương Epirus và Achaea để chống lại Nicaea. Họ cũng liên minh với Manfred của Sicilia, người đã gửi tới 400 hiệp sĩ.
Năm 1259, quân Nicaea xâm lược Thessaly và vào tháng chín, liên quân Achaea và Epirus hành quân lên phía bắc để đối mặt với họ. Các đội quân Nicaea được dẫn đầu bởi hoàng thân Theodore Doukas, anh trai của Michael II xứ Epirus. Theo Chronicle of Morea viết bằng tiếng Pháp, lực lượng Nicaea bao gồm của quân đội chính quy Nicaea, lính đánh thuê người Thổ, 2000 quân Cuman, 300 người Đức, 13.000 quân Hungary, 4.000 người Serbia, và một số kị binh Vlachs. Quân Nicaea được cho là có tới 27 đơn vị kỵ binh các loại, mặc dù tất cả những con số này có thể đã được phóng đại. Theodore cũng tập hợp tất cả các nông dân địa phương và triển khai họ trên những ngọn đồi, do đó mà từ xa họ có thể xuất hiện như là một phần của quân đội.
Theodore sau đó được gửi một kẻ đào ngũ giả tới cho Michael II và William, và hắn đã phóng đại số quân Nicaea và khuyên Michael cố gắng tấn công anh trai mình. Bá tước xứ Karytaina, một trong những lãnh đạo người Pháp, đã không tin kẻ đào ngũ, và thuyết phục các đội quân Achaea ở lại khi họ quyết định rút lui. Tuy nhiên, Michael và quân đội của ông bị bỏ lại trong đêm và phải tháo lui, mà theo George Pachymeres là bởi vì con trai ngoài giá thú của Michael đã cãi nhau với William.
Ngày hôm sau, các hiệp sĩ Pháp tấn công vào đội lính đánh thuê Đức dưới quyền công tước xứ Carinthia của quân Nicaea.  Vị Công tước đã bị giết chết trong cuộc chiến. Các cung thủ Hungary sau đó đã giết chết tất cả những con ngựa Achaea, để lại các hiệp sĩ có khả năng tự vệ nhưng di chuyển chậm chạp. Những người lính bộ Achaea đã bỏ chạy chạy trốn trong khi các hiệp sĩ thì đầu hàng, hoàng tử William trốn xuống dưới một đống cỏ khô gần đó, nơi mà ông đã sớm được bị bắt. Theodore đã giải ông đến chỗ John Palaiologos, anh trai của Michael VIII, tổng chỉ huy bên Nicaea, và William đã bị buộc phải từ bỏ pháo đài chiến lược Achaea (bao gồm cả Mystras) trước khi được trả tự do.
John Palaiologos nhanh chóng chiếm được Thebes. Công quốc Achaea, nhà nước gốc Pháp mạnh nhất ở Hy Lạp sau cuộc Thập tự chinh thứ tư, đã trở thành chư hầu của Nicaea, Công quốc Athens cũng nhanh chóng trở thành chư hầu cho Micheal VIII. Và ông đã lợi dụng sự thất bại của liên quân các công quốc thạp tự để lấy lại Constantinopolis năm 1261.